# Дело Мацукава
Дело Мацукава (яп. 松川事件 мацукава дзикэн) — расследование аварии, произошедшей ранним утром 17 августа 1949 года, когда пассажирский поезд JNR Class C51 потерпел крушение (сошёл с рельсов и перевернулся) между станциями Мацукава и Канаягава на линии Тохоку в японской префектуре Фукусима; в этой катастрофе погибло три члена паровозной бригады: 49-летний путевой инженер и 27-летний и 32-летний кочегары. По результатам первоначальной проверки было выявлено, что гайка на резьбовом соединении пути была откручена (причём гаечный ключ был найден в окрестностях), а из шпал вытащено большое количество костылей.
Начатое после инцидента расследование случившегося взяло на себя японское правительство, которое вскоре обвинило в организации крушения Коммунистическую партию Японии и Государственный профсоюз железнодорожников. По данному делу были арестованы двадцать профсоюзных активистов, которых 6 декабря 1950 года окружной суд Фукусимы признал виновными в организации катастрофы, приговорив к смертной казни четверых. Дело Мацукава вызвало волну общественного протеста по всей Японии, к которой присоединилось множество представителей интеллигенции. 22 декабря 1953 года окружной суд Сэндай пересмотрел приговор, признав троих обвиняемых невиновными; семнадцать, четверо из которых были приговорены к смертной казни, по-прежнему признавались виновными; пятеро из них были приговорены к пожизненному заключению, семеро к различным срокам каторжных работ. Впоследствии приговор пересматривался ещё трижды Верховным судом: 10 августа 1959 года, 8 августа 1961 года и 12 сентября 1963 года.
В конце концов в сентябре 1963 года все обвиняемые по нему были признаны невиновными в результате апелляции. Само дело было 17 августа 1964 года квалифицировано как непредумышленное убийство, а в августе 1970 года закрыто, причём истинные обстоятельства катастрофы так и не были установлены. Впоследствии различные журналисты не раз заявляли об обнаружении по данному делу писем от «настоящего преступника», однако все подобные аргументы оказывались лишёнными реальной доказательной базы. 12 мая 2010 года в Японии была создана специальная организация для расследования инцидента.
В современной Японии дело Мацукава считается одним из самых известных примеров судебной ошибки. В советских источниках дело именовалось «антикоммунистической провокацией». Обстоятельства этого дела вдохновили Юкио Мисиму на создание пьесы «Кото, приносящее радость».